# Émilien Méresse
Pour les articles homonymes, voir Méresse.
Émilien Méresse, né à Beaumont dans le département du Nord le 12 janvier 1915 et mort le 10 septembre 2000 à Cambrai, est un footballeur international français.

## Biographie
Son poste de prédilection est milieu de terrain. Il ne compte qu'une sélection en équipe de France, France-Yougoslavie à Paris au Parc des Princes en 1936.

### Carrière
Cette rencontre face à la Yougoslavie marquait la disparition du Comité de sélection qui faisait de toute équipe un compromis boiteux. Émilien profita de cette ouverture, mais il n'arriva pas à séduire pleinement Gaston Barreau, le sélectionneur-entraîneur des tricolores. Il se consola avec son club, le Lille OSC, qui obtint la couronne de champion de France en 1946. Emilien fut par la suite entraîneur à Viesly, à Dunkerque, à Dieppe et à Amiens.

## Palmarès
- Champion de France (1946) avec le Lille OSC